# Stäketskogens naturreservat
Stäketskogens naturreservat är ett naturreservat i Upplands-Bro kommun. Reservatet är beläget på Stäksöns västra sida, söder om Enköpingsvägen E18 och de gamla landsvägarna vid Dalkarlsbacken. Genom området sträcker sig en del av den 29 kilometer långa Upplands-Broleden.

## Beskrivning
Reservatet bildades 1989 och omfattar ett markområde om cirka 13 hektar. Enligt Länsstyrelsen i Stockholms län är ändamålet med reservatet att det ”skall bevara ett urskogsartat område för de djur och växtarter som är beroende av denna biotop samt att skydda områdets ändmoräner”. Ett annat syfte är att skydda områdets ändmoräner. Området är känt för sina De Geer-moräner.
I Stäketskogens naturreservat ingår ett ungefär 45 meter högt, något svårframkomligt, berg- och moränområde med delvis mycket gammal barrblandskog. Här återfinns det klapperstensfält från vilken byggmaterialet till Dalkarlsbackens enorma stödmur hämtades när vägen anlades på 1650-talet. Själva Dalkarlsbacken och de äldre färdvägarna ingår dock inte i reservatet. 
Särskilt på de branta och bitvis storblockiga sluttningarna mot Mälaren är skogen knappt påverkad av skogsbruk och har därför bevarat en urskogsliknande barrblandskog. Platsen är rik på åldriga furor, torrakor, vindfällen och högstubbar. Genom reservatet går flera vandringsleder. Mälarbanan och pendeltåget passerar sedan år 2001 i en tunnel under reservatet.

## Bilder

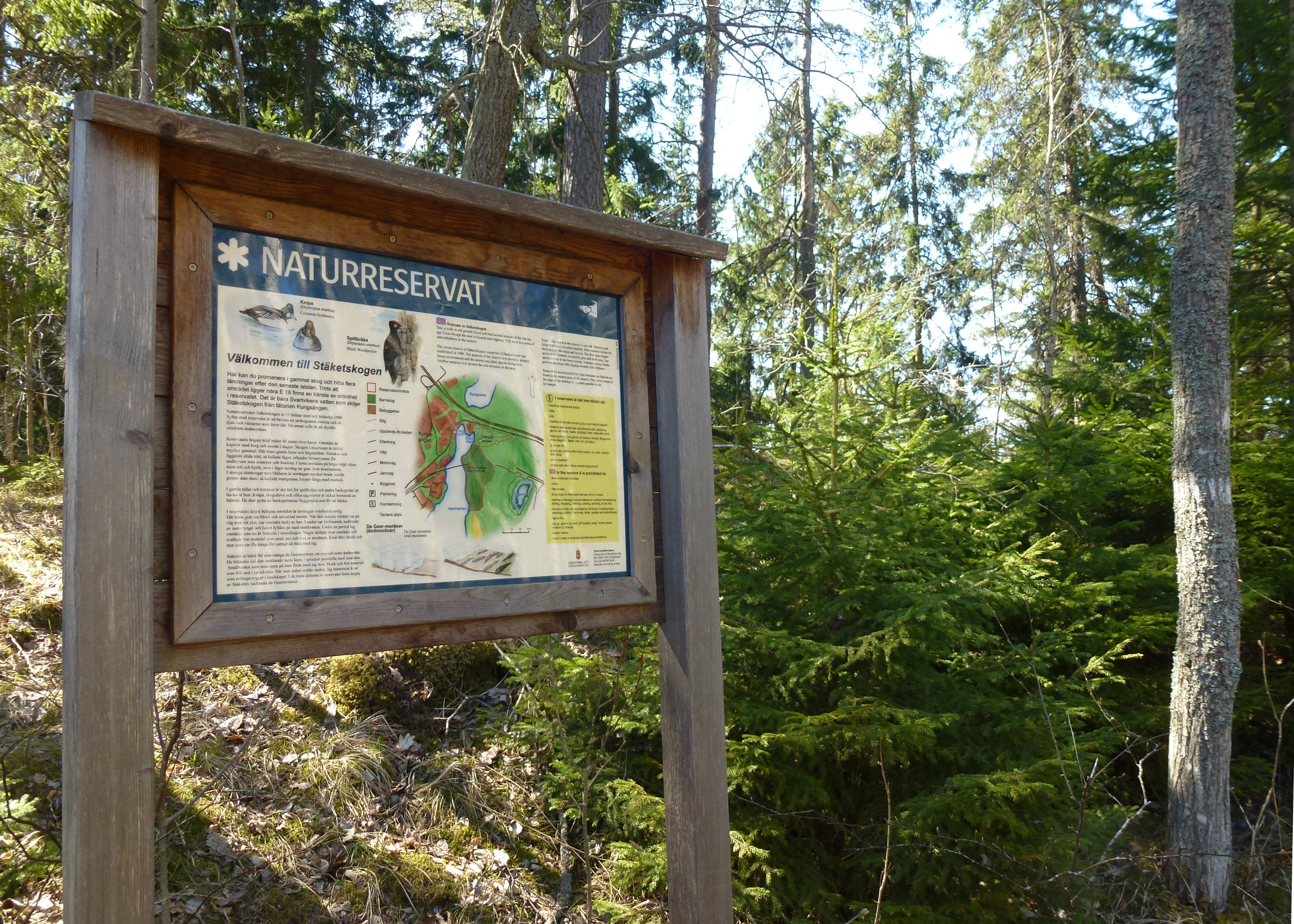
Stäketskogens naturreservat infoskylt.
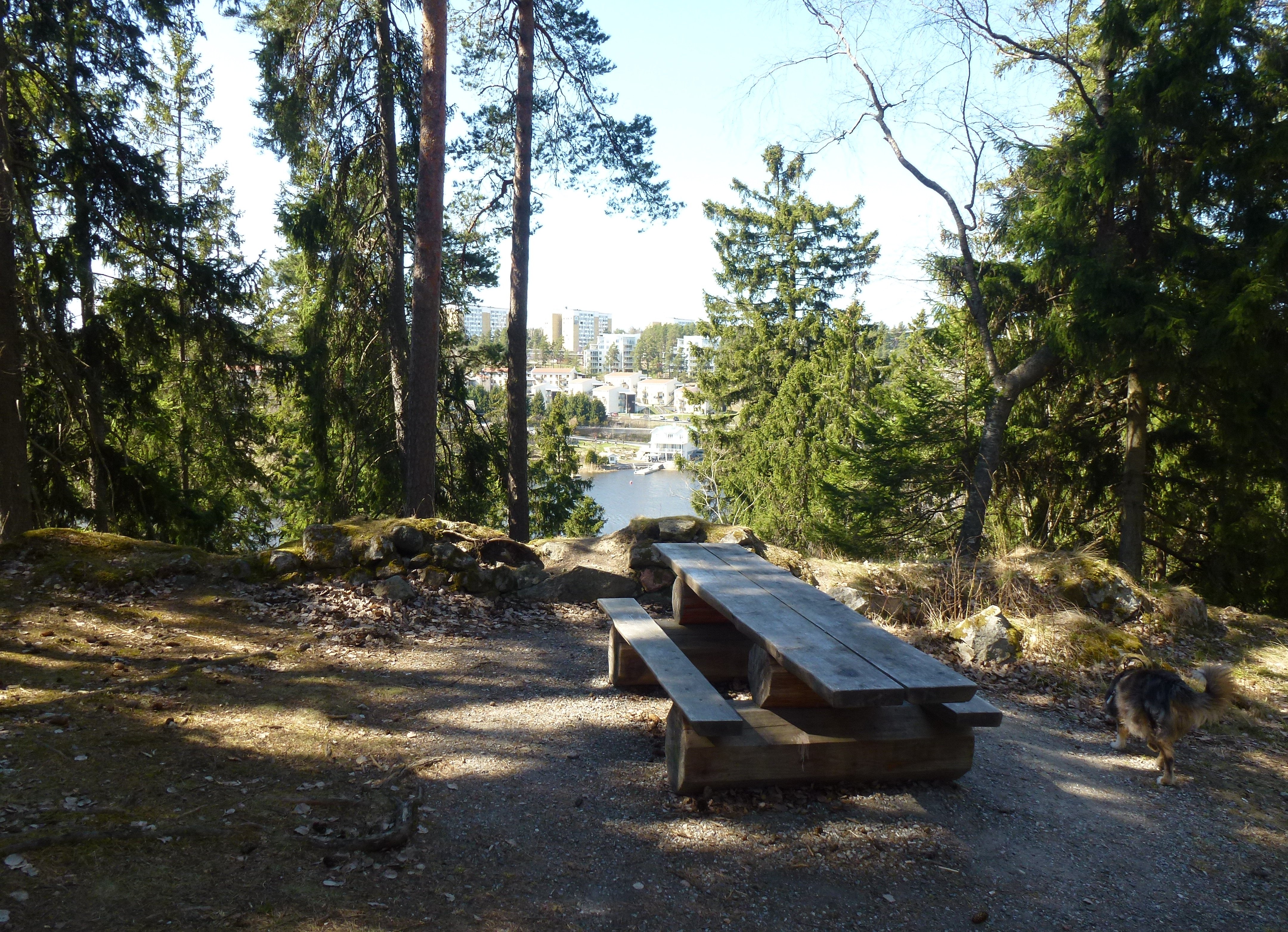
Stäketskogens naturreservat rastplats.
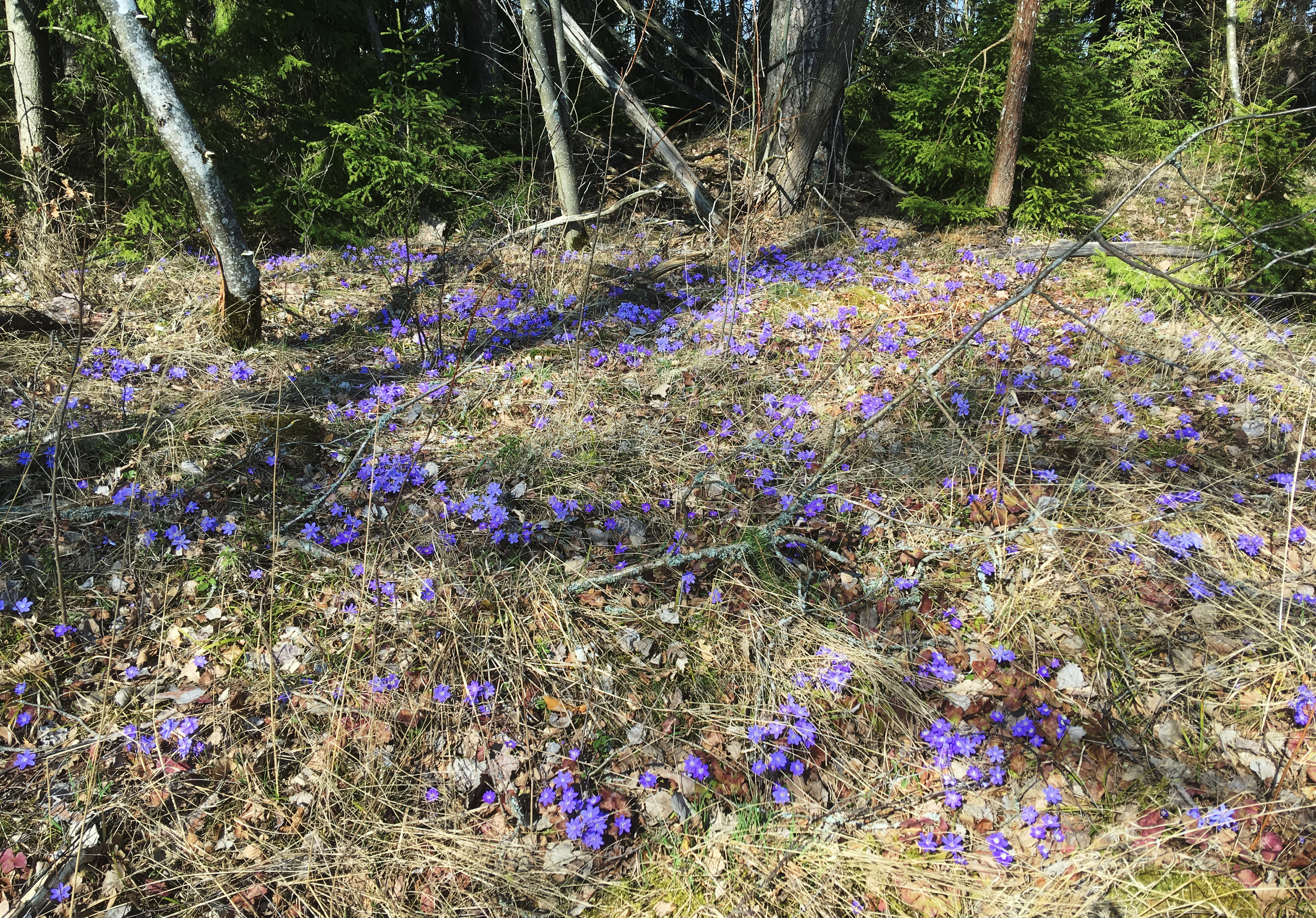
Blåsippor blommar i Stäketskogens naturreservat.
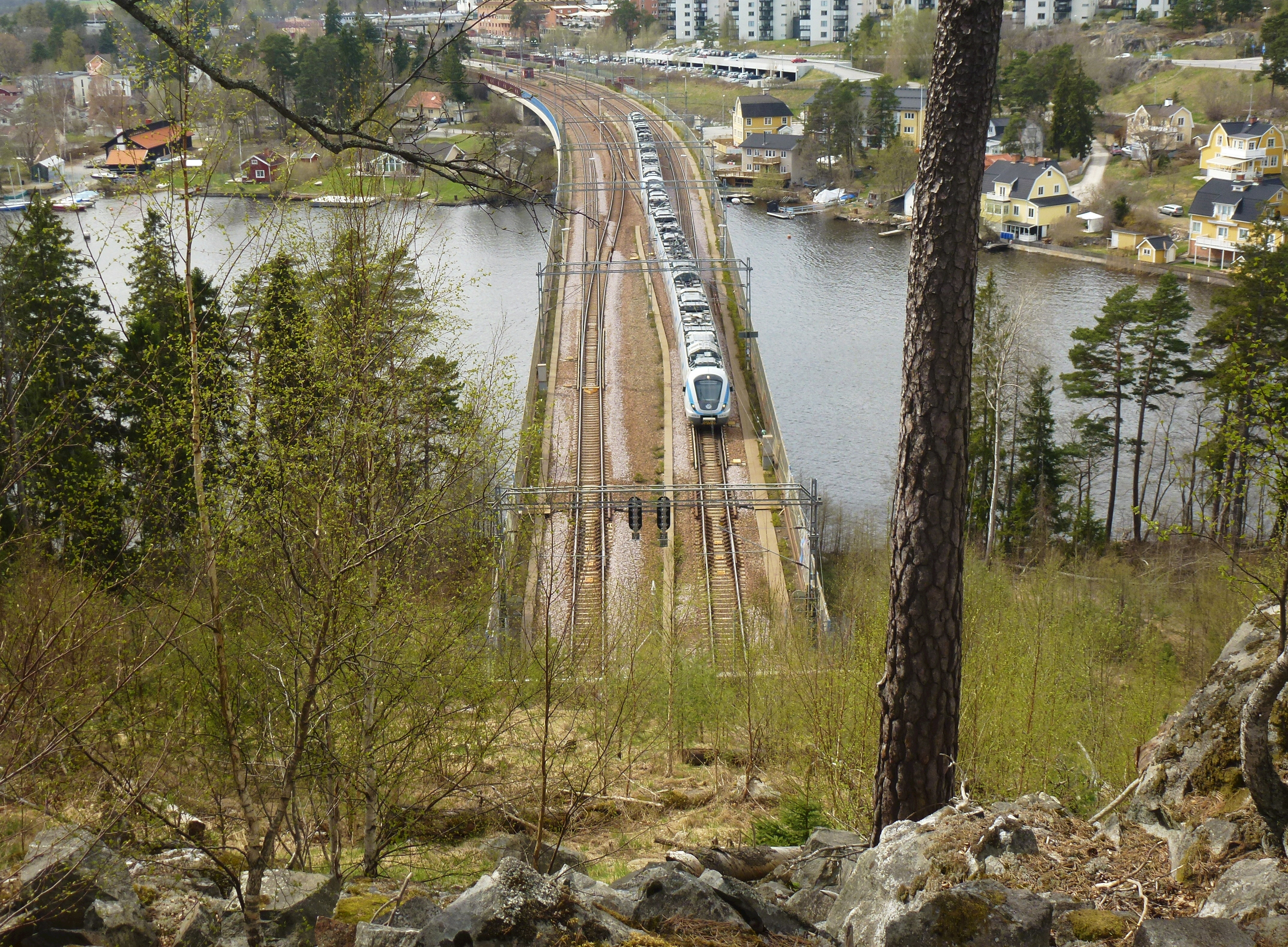
Ett pendeltåg på väg in i tunneln under reservatet.